# リュウキュウボタンヅル
リュウキュウボタンヅルはキンポウゲ科センニンソウ属の常緑の木本性つる植物。

## 特徴
葉は3出複葉、ときに2回3出複葉で対生し、小葉は長さ2–6 cmで、2–3裂して大きな鋸歯があり、両面有毛で葉脈のシワが目立つ。花は腋生の円錐花序につき、径1.5 cmほど、花弁は無く、花弁のように見える白～黄白色の萼片を平らに開く。開花期は6–8月。痩果の冠毛は長さ2–3 cmで、夏～秋にみられる。屋久島以北に分布するボタンヅルに似るが、本種の葉は小型で毛が多く、痩果は扁平で冠毛が多い。

## 分布と生育環境
奄美群島～先島諸島、台湾、中国～インド、ネパール、パキスタンに分布。亜熱帯の低地の林縁、道端、藪に生育し、街中にも繁茂する姿がみられる。

## ギャラリー
リュウキュウボタンヅル（2025年6月 沖縄県石垣市）
- 3出複葉
- 花序
- 円錐花序
- ギンネムの樹上に這う
- リュウキュウマツの枝から垂下